# 高加索手语
高加索手语，或亚美尼亚女性手语（harsneren，հարսներէն“新娘的语言”）是亚美尼亚一种本土手语。它并不与欧洲的手语有直接关联，尽管它可能确实可能和僧侣手语存在历史关联。高加索手语在婚姻语言回避的状况下产生，与澳大利亚原住民社会中的很像（参见澳大利亚原住民手语），目前已灭绝。
在亚美尼亚曾经严苛的父权社会中，新娘不能当着丈夫、姻亲和一些特定的人的面说话，只能用“Harsneren”进行简单交流。一份语言调查1930年代在塔武什州进行。
聋人社区有他们自己的手语，即亚美尼亚手语。